# 威金生
威金生（英語：Hiram Parkes "Harrie" Wilkinson，KC，1866年6月9日—1935年4月1日）是1897年至1925年期間的英國在華最高法院按察使，並於1898年出任英國在華最高法院代理大法官。他还于1903年至1905年担任英国暹罗法院代理助理法官，并于1916年至1925年担任英租威海卫高等法院法官。

## 生平
威金生生於英國駐日本横滨公使馆的一间平房里，他的父亲是英国駐日本领事馆的一名翻译。威金生的名字可能來自於英国驻日本公使巴夏禮。
威金生在日本长大，之后回到英國並就读于贝尔法斯特卫理公会学院和牛津大学埃克塞特学院。
1890年，威金生取得大律師资格，不久前往上海公共租界与其父亲会合，當時其父亲在上海担任英廷按察使。
在亚洲期间，威金生担任过：
- 英國在華最高法院代理按察使 （1894-1895）
- 英國在華最高法院首席按察使（1897年-1925年）
- 英國在華最高法院代理首席大法官（1898年）
- 英国最高法院中日代理助理法官（1898年）
- 審查英僑要求庚子賠款委員（1901年）
- 英国暹罗法院代理助理法官 (1903–1905)
- 1905年大闹会审公廨事件英国索赔专员（1907 年）
- 英租威海卫高等法院法官（1916-1925）

1900年至1905年期間，由於他的父亲担任英國在華最高法院代理首席大法官的緣故，威金生暫時無法擔任该法院的首席按察使。光緒三十四年（1908年）五月，威金生被亚洲文会华北分会会议选为秋季举行的中国古瓷及陶器博览会司库员。
1925年，威金生退休並回到爱尔兰。字林西报发表了威金生的回忆录，威金生在回憶錄中提到了他在远东的职业生涯。
1926年，威金生获得了北爱尔兰律师執業资格，并于 1928年獲得了御用大律師頭銜。 1930年，他出任伦敦德里高级司法行政官 。
1932年，威金生再次前往亚洲，當時他主要待在香港以及上海公共租界。1935年，威金生在上海因肺炎去世，他的墓地位於外國墳山（今静安公园）。
威金生的著作有《古典中国的家庭》（The Family in Classical China）。